# Jag lyfter mina ögon upp till bergen
Jag lyfter mina ögon upp till bergen är en sång med text från 1883 och musik från 1882 av Nils Frykman. Sången publicerades första gången i Sanningsvittnet den 18 januari 1883.

## Publicerad i
- Sanningsvittnet, 1883
- Hjärtesånger 1895 som nr 115 under rubriken "Om frälsning från synden."
- Svensk söndagsskolsångbok 1908 som nr 195 under rubriken "Guds barns trygghet"
- Svenska Missionsförbundets sångbok 1920 som nr 37 under rubriken "Skapelsen."
- Svensk söndagsskolsångbok 1929 som nr 137 under rubriken "Guds barns glädje och trygghet"
- Frälsningsarméns sångbok 1929 som nr 283 under rubriken "Jubel, erfarenhet och vittnesbörd".
- Musik till Frälsningsarméns sångbok 1930 som nr 283
- Sionstoner 1935 som nr 475 under rubriken "Nådens ordning: Trosliv och helgelse"
- Guds lov 1935 som nr 14 under rubriken "Inledningssånger"
- Förbundstoner 1957 som nr 15 under rubriken "Guds trofasthet"
- Frälsningsarméns sångbok 1968 som nr 305 under rubriken "Jubel och tacksägelse"
- Lova Herren 1988 som nr 574 under rubriken "Guds barn i bön och efterföljelse"
- Frälsningsarméns sångbok 1990 som nr 560 under rubriken "Erfarenhet och vittnesbörd"